# Tidens Højskole
La Tidens Højskole est une université populaire danoise située à Nebbegård (Blovstrød Sogn) (da) dans le Seeland du Nord (da) qui a existé de 1974 à 1994.

## Histoire
La Tidens Højskole a été créée le 1er avril 1974 à l'initiative de l'Association des marins norvégiens dans le but de lancer une alternative aux lycées folkloriques sociaux-démocrates LO. Sa tâche était de débattre de la lutte des classes. La direction de l'école comprenait des représentants des sociaux-démocrates, SF et DKP et leurs organisations de jeunesse ainsi que du mouvement syndical (Sømændenes Forbund, Sømændenes Uddannelsesfond et Lejernes Landsorganisation (da) (LLO))
Plus tard, au moment où l'Association des marins quitte LO, les sociaux-démocrates et le Danmarks Socialdemokratiske Ungdom (da) se retirent du Conseil des représentants, et le VS et le Socialdemokratisk Ungdomsforbund (da) prennent leurs sièges.
Tidens Højskole organise des cours d'une durée d'une à douze semaines. Les cours comprenaient entre autres les perceptions sociétales, l'économie politique, l'histoire du mouvement ouvrier et le système de justice syndicale.
En 1985, une statue de Lénine est érigée devant l'établissement. Cette statue est transférée à la fermeture de la Tidens Højskole en 1994 au Arbejdermuseet (da).
La Tidens Højskole est suivie par le lycée folklorique international Nebbegård, qui ferme à son tour ses portes en 2011.

## Anciens élèves
- Line Barfod (1983-1984)